# LDE – Robert Stephenson
Die Robert Stephenson war eine Personenzug-Schlepptenderlokomotive der Leipzig-Dresdner Eisenbahn (LDE).
Die Lokomotive wurde 1838 von Robert Stephenson & Co., Newcastle upon Tyne/England mit der Fabriknummer 205 an die LDE geliefert. Sie wurde zwischen 1857 und 1860 ausgemustert.